# San Pietro Clarenza
San Pietro Clarenza település Olaszországban, Szicília régióban, Catania megyében. Lakosainak száma 8297 fő (2023. január 1.). San Pietro Clarenza Camporotondo Etneo, Catania, Mascalucia, Misterbianco és Belpasso községekkel határos.

## Népesség
A település lakossága az elmúlt években az alábbi módon változott:
| Lakosok száma | 7915 | 7862 | 8297 |
|               | 2017 | 2018 | 2023 |